# Кисиль, Юрий
Юрий Кисиль (англ. Yuri Kisil; род. 18 сентября 1995, Калгари, Альберта) — канадский пловец. Двукратный бронзовый призёр чемпионата мира по водным видам спорта 2015. Чемпион мира на короткой воде в эстафетном плавании. Призёр Панамериканских игр 2015.

## Карьера

### Панамериканские игры 2015
Выиграл 3 медали: одну серебряную (эстафета 4×100 метров вольным стилем) и две бронзовых (эстафета 4×200 метров вольным стилем, комбинированная эстафета 4x100 метров).

### Чемпионат мира 2015
Завоевал бронзовую медаль в смешанной эстафете 4×100 метров вольным стилем.

### Олимпийские игры 2016
Выступает за сборную Канады на Олимпиаде в Рио-де-Жанейро. В предварительном раунде заплыва на 50 метров вольным стилем приплыл седьмым, с результатом 22,5 секунды. Не смог выйти в полуфинал. В предварительном раунде заплыва на 100 метров вольным стилем приплыл третьим, с результатом 48,49 секунды. С одиннадцатым временем вышел в полуфинал. В полуфинале приплыл шестым, с результатом 48,28 секунды. Не смог выйти в финал. Участвовал в предварительном заплыве эстафеты 4×100 метров вольным стилем. Сборная Канады приплыла второй, с результатом 3 минуты 14,06 секунды. С пятым временем вышли в финал. В финале Канада приплыла седьмой, с результатом 3 минуты 14,35 секунды. В предварительном заплыве комбинированной эстафеты 4×100 метров Канада приплыла восьмой, с результатом 3 минуты 36,92 секунды. Показали последнее, шестнадцатое, время и не смогли выйти в финал.